# Santana (Nisa)
Santana is een plaats (freguesia) in de Portugese gemeente Nisa en telt 445 inwoners (2001).